# Parabrachiella menticirrhi
Parabrachiella menticirrhi is een eenoogkreeftjessoort uit de familie van de Lernaeopodidae. De wetenschappelijke naam van de soort is voor het eerst geldig gepubliceerd in 1990 door Luque & Farfan.